# 한국기독학생회
IVF는 (사)한국기독학생회의 영어 약칭으로 Inter-Varsity Christian Fellowship의 약자이다. International Fellowship of Evangelical Students(국제 복음주의 학생회, IFES)의 회원단체이다.

## 사역 방향

### 6대 핵심가치
- 복음주의 정신: 성경의 권위와 그리스도의 유일성을 중심에 둔 통전적 복음주의 신학과 유산을 운동의 기초로 삼는다.
- 사람을 세우는 사역: 섬김의 정신과 삶으로 세상에 영향을 주는 사람을 기르는 것을 사역의 중심으로 삼는다.
- 동역하는 공동체: 팀 사역을 통해 모든 구성원들의 참여와 협력을 촉진하고, 관계를 통한 성숙을 지향한다.
- 기독교적 지성: 삶의 전 영역에서 성경적 세계관에 기초하여 살아가는 기독교적 지성의 개발을 추구한다.
- 현장 중심의 자발성: 각각의 사역 단위에 리더십을 위임하여 각 지역의 상황과 문화에 적합한 자발적인 사역을 하도록 격려한다.
- 총체적 복음 사역: 복음 전도와 사회적 책임을 함께 감당하여 하나님 나라의 기쁜 소식이 삶의 전 영역에 나타나는 사역을 감당한다.

### 전략적 우선순위
- 말씀 연구와 실천
- 성경적 가치관 형성을 위한 배움 공동체
- 소통하고 참여하는 성육신적 복음 전도
- 변화하는 선교적 상황에 대한 대응
- 학생-학사 연계
- 리더십 역량 강화

## 문서운동
IVF에서는 한국기독학생회출판부(IVP)라고 불리는 출판사를 운영하는데, IVP에서는 존 스토트, 앨리스터 맥그래스 성공회 신부, 톰 라이트 성공회 주교, 송인규 목사, 존 하워드 요더(메노나이트 신학자)등이 쓴 대중적인 신학서적들을 내고 있다.

## 연혁
- 1953 - 한국대학생복음연맹(Inter-Varsity Evangelical Student Fellowship) 조직
- 1955 - 이정윤 선생 미국에서 귀국, 한국대학생복음연맹 이사회 구성
- 1956 - 캐나다 IFES총회 한국대학생복음연맹을 정회원국으로 만장일치 결의
 최초 이사회 조직(초대이사장: 변홍규 박사)/최초 학사회 조직(회장: 이영욱 박사)
- 1958 - 윤상범 제2대 총무취임/전국 연합회 창립총회
 제1회 전국연합회 주최 하기대회(충남 부여성결교회, 300명 참석)
- 1959 - 학생 지도자 수련회(기독교 수양관, 34명 참석)/IFES 세계총회 참석
- 1962 - 기독교의 기본진리 (윤상범 역) 생명의 말씀사와 공동 출간
- 1962 - 김득룡 제3대 총무 취임
- 1965 - 김리관 제4대 총무 취임
- 1966 - Medical Fellowship 발기위원회/Ada Lum 선교사 영어 성경공부 시작
 창립 10주년 기념 강좌/제1회 간사 수련회
- 1967 - 제1회 동기성경대학/제1회 근로자를 위한 떡 파티
- 1969 - 김영철 제5대 총무 취임
- 1974 - 제1회 IVF 가족의 밤
- 1976 - 창립 20주년 기념예배
- 1977 - 최초 학사 수련회(거제도)
- 1978 - 불신학생 수련회(210명 참석, 30명 이상 영접)/<복음과 지성>발행 시작
- 1979 - 송인규 제6대 총무 취임
- 1980 - 제1회 의대생 수련회/EARC 말레이시아대회 참석
- 1983 - 손영준 재7대 총무 취임
- 1984 - 재미 한국기독학사회 창립모임
 제1회 전국 선교수련회'온 누리에 주의 영광을'(충현기도원, 550여명 참석)
- 1985 - 권영석 제8대 총무 취임
- 1986 - 한국기독학생회 정관 인준/창립 30주년 기념행사
- 1987 - 제2회 전국 선교수련회 '세계를 품은 그리스도인'
 (강원대, 1200여명 참석, 주강사 이사벨로 마가렛 박사/김의환 목사)
- 1987 공정선거 감시 운동에 참여
- 1989 - 고직한 제 9대 총무 취임
- 1990 - 제3회 전국 선교수련회 '캠퍼스에서 온 겨레와 땅 끝까지' 
 (총신대 양지캠퍼스/한림대, 2000여명 참석, 주강사 고직한 총무/유영기 교수)
- 1991 - 소위 '6개대 사태' 발생으로 91년 9월에 서울대 지부, 92년 1월에 건국대, 경희대, 고려대, 광운대, 이화여대 지부가 제명됨
- 1991 - 남진선 제 10대 총무 취임
- 1993 - 평생동역자 수련회(칼빈대, 97명 참석)
 제4회 전국 선교수련회 '복음의 발걸음, 땅 끝까지 끝날까지'
 (연세대 매지캠퍼스, 2500여명 참석, 주강사 존 스토트 목사)
- 1994 - 박영덕 제 11대 총무 취임
- 1995 - 제1회 대학원생 수련회
- 1996 - 중앙회 선교부 신설/창립 40주년 기념예배
- 1997 - 사단법인 인가/한철호 간사 동아시아 학사회 총무로 파송
 제5회 전국 수련회 'Revival Unity Vision'(강원대/한림대, 3355명 참석, 주강사 이동원/김서택 목사)
 신웅섭 제12대 총무 취임/박대훈 간사 몽골 개척 파송
- 1999 - IFES 세계총회 World Assembly'Jesus Christ, Lord of History, Lord of the Future' 주최
 (용인 현대인재개발원, 140여개국 500여명 참석)
- 2001 - 전국 리더수련회 '복음으로 세상의 파도를 넘어서라' (천안 고신대, 주강사 신웅섭 총무)
- 2003 - 전국 리더대회 '세상을 섬기는 리더, 당신입니다'(호서대, 주강사 이문식 목사)
- 2004 - 경남 지방회 개척(동부산지방회에 있던 인제대학교와 서부산지방회에 있던 경상대, 창원대, 마산대, 진주교대, 국제대학교 등이 경남지방회로 소속 지방회가 변경됨)
- 2005 - 전국 리더대회 '다음 세대를 비추는 리더, 우리입니다!' (호서대, 주강사 기드온 융 IFES 동아시아 총무)
- 2006 - 김중안 제 13대 총무 취임
- 2006 - EAGC(동아시아 학사 수련회, East Asia Graduate Conference) 주최
- 2006 - 창립 50주년 기념대회(분당 할렐루야 교회)
- 2008 - RUN2008 전국 수련회 '섬광, 세상으로 스며들다'
 (현대성우리조트, 4500여명 참석, 주강사 김병년 목사)
- 2012 - 전국 리더대회 'on진리 on세상 on공동체'(천안 고려신학대학원, 주강사 다니엘 부다네 국제복음주의학생회 총무)
- 2012 - 김종호 제 14대 총무 취임
- 2017 - IFES 동아시아지역 학생수련회 EARC2017 보관됨 2017-09-29 - 웨이백 머신 대회 개최 (연세대 국제캠퍼스, 주강사 문터 아이작 팔레스타인IVF 총무)

## 기타
- 한국기독학생회총연맹(KSCF)과는 다른 단체이다.